# Championnats d'Europe de trampoline 1975
Navigation
Édition précédente Édition suivante
Les championnats d'Europe de trampoline 1975, quatrième édition des championnats d'Europe de trampoline, ont eu lieu en 1975 à Bâle, en Suisse.

## Podiums
| Épreuves              | Or | Argent                                            | Bronze                                                |
| --------------------- | --- | ------------------------------------------------- | ----------------------------------------------------- |
| Hommes                | |                                                   |                                                       |
| Trampoline individuel | Eugeni Jakovenko                                                                                       | Sergei Lobanov                                    | Nikolai Schmeliov                                     |
| Synchro               | Union soviétique Eugeni Jakovenko Eugeni Janes                                                         | Union soviétique Sergei Lobanov Nikolai Schmeliov | Allemagne de l'Ouest Robert Schwebel Werner Friedrich |
| Femmes                | |                                                   |                                                       |
| Trampoline individuel | Svetlana Levina                                                                                        | Olga Starikova                                    | Ute Scheile                                           |
| Synchro               | Allemagne de l'Ouest Ute Luxon-Czech Christiane Rother Union soviétique Olga Starikova Svetlana Levina | Non décernée                                      | Allemagne de l'Ouest Ute Scheile Petra Wenzel         |

## Tableau des médailles
| Rang | Nation               | Or | Argent | Bronze | Total |
| ---- | -------------------- | -- | ------ | ------ | ----- |
| 1    | Union soviétique     | 4  | 3      | 1      | 8     |
| 2    | Allemagne de l'Ouest | 1  | 0      | 3      | 4     |